# Cereza
Cereza è un singolo del rapper Fuego, pubblicato l'8 novembre 2019 in collaborazione con Duki.

## Tracce
1. Cereza – 2:50